# Carinata brachyfurcata
Carinata brachyfurcata är en insektsart som beskrevs av Yang och Zhang 1999. Carinata brachyfurcata ingår i släktet Carinata och familjen dvärgstritar. Inga underarter finns listade i Catalogue of Life.